# Stade commémoratif de l'Expo '70
Le stade commémoratif de l'expo '70 (万博記念競技場, ばんぱくきねんきょうぎじょう) (en anglais, Expo '70 Commemorative Stadium) est un stade de football avec piste d'athlétisme, situé à Suita, dans la préfecture d'Osaka au Japon.

## Histoire
Conçu pour l'exposition universelle de 1970 qui s'est déroulée à Osaka, au sein du Parc commémoratif de l'exposition, inauguré en 1972, le stade a servi de terrain de jeu au Gamba Osaka jusqu'au début de l’année 2016. L'enceinte a une capacité de 21 000 places, réduite à 20 000 pour les rencontres du championnat du Japon de football.
Depuis 2016, c'est l'équipe des U23 du Gamba Osaka, qui évolue en J3 League, 3e échelon du football au Japon, qui occupe désormais le stade. 